# خانا عمرخالي
خانا أومرخالي، المعروفة أيضًا باسم خانا أوسويان؛ وُلدت في 15 مارس 1981، جمهورية أرمينيا الاشتراكية السوفيتية، هي باحثة ديانات كردية.

## السيرة الذاتية
درست فقه اللغة الإيرانية في جامعة سانت بطرسبرغ الحكومية، حيث حصلت على درجة الدكتوراه في عام 2006، بالإضافة إلى درجة البكالوريوس في عام 2002 ودرجة الماجستير في عام 2004. في عام 2005، انضمت إلى جامعة غوتينغن كمساعدة أكاديمية في مشروع DFG "الذاكرة الثقافية للمجتمع اليزيدي في ألمانيا فيما يتعلق بالمسائل الدينية"، في الفترة من 2007 إلى 2010، كانت حاصلة على منحة من برنامج الدراسات العليا التابع لمؤسسة الأبحاث الألمانية (DFG Graduiertenkolleg 896/2) بعنوان "صور الآلهة - صور الله - صور العالم"، وذلك من خلال مشروعها "النصوص الدينية الإيزيدية: مضامينها اللاهوتية مع بعض الإشارات إلى التقاليد الدينية لأهل الحق". بين عامي 2010 و 2017 كانت باحثة في معهد الدراسات الإيرانية في غوتينغن ومسؤولة عن برنامج الدراسات الكردية. من عام 2012 إلى 2017، كانت مسؤولة أيضًا عن إنشاء الأرشيف الصوتي الرقمي الإيراني والكردي في نفس المعهد. تعتبر خبيرة في اليزيدية وتعمل حاليًا كباحثة في جامعة غوتينغن. أحد أعمالها الرئيسية هو اليزيدية - من أعماق آلاف السنين.
تغطي أبحاث خانا الرئيسية الأقليات الدينية في كردستان، الدين، الشفاهية والكتابة في الشرق الأوسط، اليزيدية (التاريخ، الطقوس، التحولات الحديثة)، الآثار اللاهوتية للتقليد النصي لليزيديين، السلطات الدينية والروحية في مرحلة انتقالية، البحث النوعي في دراسات الأديان واللهجات الكردية والأدب والثقافة.
تنتمي خانا أومرخالي إلى طبقة البير الكهنوتية اليزيدية وكلا جديها من "العلمدار" المعروفين (أي خبراء في المعرفة الدينية).

## أعمال مختارة
- عمرخالي، خ. «حول بنية النظام العشائري والقبلي الإيزيدي ومصطلحاته بين الإيزيديين في القوقاز»، دورية الدراسات الكردية، 2008، المجلد 6، ص. 104–119. ISSN 1370-7205
- «تأملات حول مفاهيم الزمن في الإيزيدية»، 2009 (مؤلفة مشاركة)
- «القارئ الكردي: الأدب الحديث والنصوص الشفوية بالكورمانجية، مع معاجم كردية-إنجليزية ولمحة نحوية»، هاراسوفيتس، 2011. دراسة في اللغات الأجنبية، 282 صفحة
- «الأقليات الدينية في كردستان: خارج التيار السائد»، المجلد 68 من دراسات في الديانات الشرقية، 2014. ISSN 0340-6792
- «التقليد النصي الديني الإيزيدي: من الشفهي إلى المكتوب»، فيسبادن، هاراسوفيتس، 2017. (ردمك 9783447108560)

## روابط خارجية
- صفحة أومرخالي الرئيسية في جامعة غوتينغن